# George Bishop
George Bishop (Leicester, 21 agosto 1785 – Nizza, 14 giugno 1861) è stato un astronomo ed imprenditore britannico.
Bishop era nato in una benestante famiglia di mercanti. Iniziò la sua carriera come dipendente di un'impresa vinicola, di cui ben presto divenne proprietario e che seppe guidare ad alto successo commerciale.
All'età di 45 anni circa cominciò ad interessarsi attivamente all'astronomia. Lasciò gli affari ai propri figli, cominciò a studiare matematica e meccanica celeste e nel 1830 divenne membro della Royal Astronomical Society.
Finanziò la costruzione di un osservatorio astronomico privato a Regent's Park, che equipaggiò con la migliore strumentazione allora disponibile. 
La direzione dell'osservatorio fu affidata dapprima a William Rutter Dawes che si occupò principalmente dell'osservazione delle stelle doppie, poi nel 1844 a John Russel Hind con il quale si decise di indirizzare la ricerca verso la scoperta di nuovi asteroidi. A quel tempo erano noti solo i primi 5 asteroidi, di cui 5 Astraea appena scoperto da Karl Ludwig Hencke. Nel 1847 sempre Hencke scoprì 6 Hebe e poche settimane più tardi fu scoperto il primo asteroide dall'osservatorio di Bishop, 7 Iris, seguito a breve da 8 Flora e poi tanti altri.
Bishop decise che erano necessarie nuove mappe celesti per coprire una zona maggiore del cielo per le stelle fino alla 10ª magnitudine. La prima mappa fu pronta nel 1848 e altre più dettagliate ed estense negli anni successivi. 

Nel 1853 Hind lasciò l'osservatorio e fu sostituito da Albert Marth sotto la cui direzione si scoprì 29 Amphitrite. 
Nel 1857 Bishop divenne presidente della Royal Astronomical Society. Tuttavia la sua salute cominciava a peggiorare e dovette trasferirsi in climi più caldi. Andò a Nizza dove morì nel 1861 dopo una lunga malattia.